# グランディ
グランディ (Grundy) とは、アイルランドで生産され、イギリスで調教された競走馬、種牡馬である。

## 現役時代
2歳時はデビューから4連勝でG1のデューハーストステークスをスティールハートらを降して優勝し、クラシックの有力候補となる。
3歳に入り、調教中に僚馬に顔面を蹴られて鼻骨を骨折するアクシデントに遭い、2000ギニーの前哨戦であるグリーナムステークスと2000ギニーで連続して2着に敗れたが、その後アイリッシュ2000ギニー・ダービーステークス・アイリッシュダービーと英愛のクラシックレースを楽勝、キングジョージ6世&クイーンエリザベスステークスに臨み、当時の古馬最強馬バスティノとの大激戦の末、半馬身差で勝利を収める。この時マークした2分26秒98という驚異的なレースレコードは2010年にハービンジャーにコンマ2秒破られるまで35年間保持され続けた。。このバスティノとのマッチレースは、世紀のレース（Race of the Century）とまで称され、イギリス競馬史上に残る名勝負のひとつとされる。この1戦で燃え尽きたのか、その後は1度レースに出走（結果は4着）して3歳いっぱいで競走馬を引退した。

## その後
1976年からイギリスナショナルスタッドで種牡馬入りし、3頭のG1優勝馬を送り出した。引退したばかりのハギノトップレディが渡英して種付けされたこともある。しかし現役時の能力と比較して期待ほどの種牡馬成績ではなかったこともあって、1983年には約7億円で日本中央競馬会に売却され、日本軽種馬協会静内種馬場で繋養された。日本では当時の欧州最強馬として大変期待され、すでに種牡馬としてイギリスクラシック馬を出しているという実績から成功を疑うものはほとんど無く、当初は多くの良血繁殖牝馬を集めたが、芝の長距離専門で日本の馬場への適性が低いという産駒の傾向もあって日本での種牡馬成績は不振を極め、中央競馬では重賞勝ち馬どころかオープン馬すら出せず、ダート適性もないため地方の重賞勝ち馬すら出せないという惨憺たる結果に終わった。最大の馬産地である北海道での需要がなくなると栃木県、さらに鹿児島県で種牡馬生活を送ったが、晩年は鹿児島ですらほとんど繁殖牝馬を集められなかった。1992年春に病死した。

## おもな産駒
日本国外
- バイリーム(Bireme)（1980年オークス）
- リトルウルフ(Little Wolf)（1983年ゴールドカップ）
- カートリング(Kirtling)（1981年イタリア大賞典）
- グランディオース(Grandiose)（本邦輸入種牡馬）

日本
- ショウリュウガロン（1989年東海ダービー2着）
- ワンダーワーロック（中央4勝、アチーブスターの孫）
- トップポジション（中央4勝、シンウルフの妹）
- カールセンプー（北関東で未勝利、種牡馬）
- カバリセプター（エンプレス杯の勝ち馬プルザトリガーの母）

## 血統表
| グランディ(Grundy)の血統（フェアウェイ系／Fairway・Pharos3×5=15.63%(父内)、Nearco4×5=9.38%、Lady Peregrine4×5=9.38%） | グランディ(Grundy)の血統（フェアウェイ系／Fairway・Pharos3×5=15.63%(父内)、Nearco4×5=9.38%、Lady Peregrine4×5=9.38%） | グランディ(Grundy)の血統（フェアウェイ系／Fairway・Pharos3×5=15.63%(父内)、Nearco4×5=9.38%、Lady Peregrine4×5=9.38%） | （血統表の出典）  | （血統表の出典） |
| 父 Great Nephew 1963 鹿毛 イギリス                                                                                    | 父の父Honeyway 1941 黒鹿毛 イギリス                                                                                   | Fairway | Phalaris          | Phalaris         |
| 父 Great Nephew 1963 鹿毛 イギリス                                                                                    | 父の父Honeyway 1941 黒鹿毛 イギリス                                                                                   | Fairway | Scapa Flow        |                  |
| 父 Great Nephew 1963 鹿毛 イギリス                                                                                    | 父の父Honeyway 1941 黒鹿毛 イギリス                                                                                   | Honey Buzzard | Papyrus           | Papyrus          |
| 父 Great Nephew 1963 鹿毛 イギリス                                                                                    | 父の父Honeyway 1941 黒鹿毛 イギリス                                                                                   | Honey Buzzard | Lady Peregrine    |                  |
| 父 Great Nephew 1963 鹿毛 イギリス                                                                                    | 父の母Sybil's Niece 1951 栗毛 イギリス                                                                                | Admiral's Walk | Hyperion          | Hyperion         |
| 父 Great Nephew 1963 鹿毛 イギリス                                                                                    | 父の母Sybil's Niece 1951 栗毛 イギリス                                                                                | Admiral's Walk | Tabaris           |                  |
| 父 Great Nephew 1963 鹿毛 イギリス                                                                                    | 父の母Sybil's Niece 1951 栗毛 イギリス                                                                                | Sybil's Sister | Nearco            | Nearco           |
| 父 Great Nephew 1963 鹿毛 イギリス                                                                                    | 父の母Sybil's Niece 1951 栗毛 イギリス                                                                                | Sybil's Sister | Sister Sarah      |                  |
| 母 Word from Lundy 1966 鹿毛 イギリス                                                                                 | 母の父Worden 1949 栗毛 フランス                                                                                       | Wild Risk | Rialto            | Rialto           |
| 母 Word from Lundy 1966 鹿毛 イギリス                                                                                 | 母の父Worden 1949 栗毛 フランス                                                                                       | Wild Risk | Wild Violet       |                  |
| 母 Word from Lundy 1966 鹿毛 イギリス                                                                                 | 母の父Worden 1949 栗毛 フランス                                                                                       | Sans Tares | Sind              | Sind             |
| 母 Word from Lundy 1966 鹿毛 イギリス                                                                                 | 母の父Worden 1949 栗毛 フランス                                                                                       | Sans Tares | Tara              |                  |
| 母 Word from Lundy 1966 鹿毛 イギリス                                                                                 | 母の母Lundy Princess 1960 黒鹿毛 アイルランド                                                                         | Princely Gift | Nasrullah         | Nasrullah        |
| 母 Word from Lundy 1966 鹿毛 イギリス                                                                                 | 母の母Lundy Princess 1960 黒鹿毛 アイルランド                                                                         | Princely Gift | Blue Gem          |                  |
| 母 Word from Lundy 1966 鹿毛 イギリス                                                                                 | 母の母Lundy Princess 1960 黒鹿毛 アイルランド                                                                         | Lundy Parrot | Flamingo          | Flamingo         |
| 母 Word from Lundy 1966 鹿毛 イギリス                                                                                 | 母の母Lundy Princess 1960 黒鹿毛 アイルランド                                                                         | Lundy Parrot | Waterval F-No.8-k |                  |

全弟センチュリアス（イギリスGIII勝ち馬）は1982年のジャパンカップに出走している。